# Manuel González Salmón

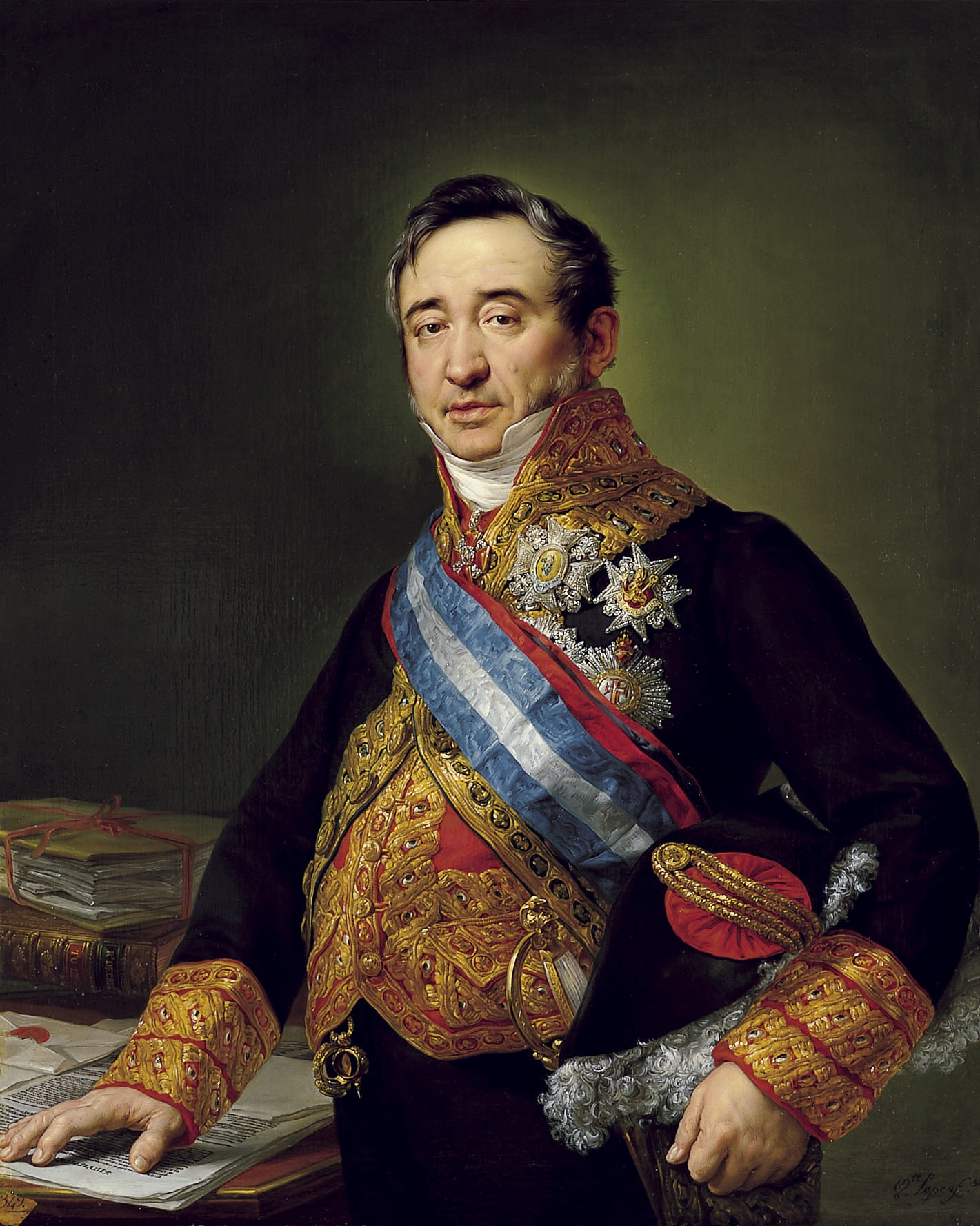
Manuel González, por Vicente López. Hacia 1826. (Real Academia de Bellas Artes de San Fernando).

Manuel González-Salmón y Gómez de Torres González de Lago y Torres (Cádiz, 20 de octubre de 1778 - Madrid, 18 de enero de 1832) fue un político español. 

## Biografía
Fue primer secretario de la embajada de España en París desde 1814 hasta 1819, cuando comenzó a desempeñar interinamente la Secretaría de Estado y, posteriormente, pasó a Sajonia, como ministro plenipotenciario. De 1826 en adelante fue Secretario de Estado: interino hasta octubre de 1830, y titular desde entonces hasta su defunción. Pese a tan larga gestión en un cargo que equivalía teóricamente al de jefe del Gobierno, su actuación fue muy oscura y la jefatura efectiva la desempeñaron más bien Calomarde y López Ballesteros. A las 23:30 del 18 de enero de 1832, falleció a los 53 años, después de estar enfermo varias semanas. 

## Títulos, órdenes y empleos

### Títulos
- Caballero Maestrante de la Real Maestranza de Caballería de Sevilla.[4]

### Órdenes

#### Reino de España
- 10 de noviembre de 1829: Caballero Gran Cruz de la Orden de Carlos III.[5] y vocal de su Asamblea. (septiembre de 1818)[4]
- Septiembre de 1818: Primer Rey de Armas de la Orden del Toisón de Oro.[4]

#### Extranjeras
- 1817:[6] Caballero de segunda clase en diamantes de la Orden de Santa Ana.[7] (Imperio Ruso)
- 3 de enero de 1829: Caballero gran cruz de la Orden Real de la Legión de Honor.[7][6][8][9] (Reino de Francia)
- 1829: Caballero de la Orden de San Jenaro. (Reino de las Dos Sicilias)[10][5][6]
- 1829: Caballero gran cruz de la Orden de San Fernando y el Mérito.[10] (Reino de las Dos Sicilias)[6][6]
- 1829: Caballero gran cruz de la Orden de Cristo. (Reino de Portugal)[6][5]
- 1829: Caballero gran cruz de la Orden de Nuestra Señora de la Concepción de Villaviciosa.[4] (Reino de Portugal)[6]

### Empleos
- Notario de los Reinos.[11]
- Septiembre de 1819:[6] Consejero de Estado[11]
- 1826 - 1830: Primer Secretario de estado y del despacho universal interino.[11]
- 1830: Secretario de Estado y del Despacho Universal.
- Superintendente general de Correos y Postas de España (Cargo anejo al anterior)[11]